# فرودگاه شهرستان سن مرکس
فرودگاه شهرستان سن مرکس (به انگلیسی: San Marcos Municipal Airport) یک فرودگاه همگانی بهره‌برداری هوایی است که یک باند فرود آسفالت دارد و طول باند آن ۱۹۲۹ متر است. این فرودگاه در شهر سن مارکوس، تگزاس کشور ایالات متحده آمریکا قرار دارد و در ارتفاع ۱۸۲ متری از سطح دریا واقع شده است.